# Analgezic
Analgezicele (gr. an "fără" + algesis "durere") reprezintă o grupă de medicamente care calmează temporar durerea. Durerea poate fi definită ca o senzație subiectivă, complexă, care reflectă activitatea tisulară, reală sau posibilă și răspunsul efectiv la aceasta. Combaterea durerii este realizată prin mecanisme diferite de a reduce capacitatea senzorială nervoasă, care poate fi făcută la nivel central sau periferic. Substanțele analgezice pot fi diferențiate astfel în narcotice și anestezice locale, această diferențiere nu se poate face clar la unele din ele.
Administrarea unui tratament analgezic depinde și de tipul durerii: pentru durerea neuropată, analgezicele clasice sunt mai puțin eficiente, iar alte clase de medicamente care nu sunt în general analgezice sunt utilizate, precum antidepresivele triciclice și antiepilepticele.

## Clasificare
Analgezicele sunt de obicei clasificate pe baza mecanismului lor de acțiune, dar se pot clasifica și pe baza criteriilor structurale, de sinteză sau pe baza potenței analgezice.
O clasificare uzuală este în medicamente:
- analgezice opioide, cu reprezentantul tipic morfină:
  - Derivați morfinici: Morfina (Doltard cpr retard de 10, 30, 60,100 mg) Hidromorfonă (hidromorfon fiole 0,02% 1ml), Codeina (Antalgic, Prodeine, Solpadeine), Dihidrocodeina (DHC continuos cpr retard de 60mg, 90mg, 120 mg).
  - Derivați de fenilpiperidină: Petidina (Mialgin fiole 5mg/ml - 2 ml)
  - Derivați de difenilpropilamină: Metadona (Sintalgon cpr 2.5mg), Piritramida (Dipidolor fiole 15mg/2ml), Dextropropoxifen (Darvon cpr 50mg, 65mg, 100mg)
  - Derivați de benzomorfan: Pentazocina (Fortral cpr 50mg, fiole 30mg/1ml)
  - Derivați de morfinan: Butorfanol (Moradol fiole 2mg/mlx1ml), Nalbufina (Nubain fiole 10mg/ml - 2ml).
  - Opioide în combinații cu antispastice: Morfina, Atropina (Morfină HCl 0.02 gr, Atropină sulfat 0,001g, fiole 1 ml), Hidromorfon - Atropină (hidromorfon 0,2%, Atropina sulfat 0,03% fiole 1ml), Hidromorfon - Scopolamină (Hidromorfonă 0,2%, Scopolamină 0,03%)
  - Alte opioide: Tramadol (Mabron cps50 mg, fiole 50mg/ml - 2ml, Tramadol cps 50mg, 100mg retard, fiole 50mg/ml - 2ml, 100mg/ml - 2ml).

- analgezice neopiode, cu mai multe clase structurale:
  - derivații acidului acetilsalicilic (salicilat de metil)
  - derivații acidului fenilic (diclofenac)

### După modul de sinteză
- Naturale: Morfina, Codeina
- Semisintetice: Oximorfona, Hidromorfona, Oxicodona, Hidrocodona, Codetilina
- Sintetice: Sufentanil, Fentanil, Piritramid, Levorfanol, Metadona, Dextromoramida, Dextropropoxifen, Petidina, Tilidina, Pentazocina, Tramadol.

### După potență și tipul de acțiune
- Agoniști puternici (m și k) - Sufentanil, Fentanil, Piritramid, Levorfanol, Metadonă, Dextromoramida, Hidromorfonă, Oximorfonă
- Agoniști medii și slabi [m (miu) și k (kappa)]: Dextropropoxifen, Petidină, Tilidină, Hidrocodona, Oxicodona, Codeina;
- Agoniști parțiali m: Buprenorfina
- Agoniști k Antagoniști m: Pentazocina, Nalbufină, Butorfanol, Nalorfină
- Antagoniști m și k (Antidoți): Naloxon, Naltrexon
- Mecanism complex (Opioid și monoaminergic): Tramadol

FUNCȚIE DE RECEPTORII OPIOIZI ACTIVAȚI ȘI BLOCAȚI
- Agoniști m si k: Opiacee, Fentanil, Metadonă, Petidină
- Agoniști k Antagoniști m: Pentazocină, Nalbufină, Butorfanol, Nalorfină
- Antagoniști m și k (Antidot): Naloxon, Naltrexon

## Reprezentanți

### Paracetamol

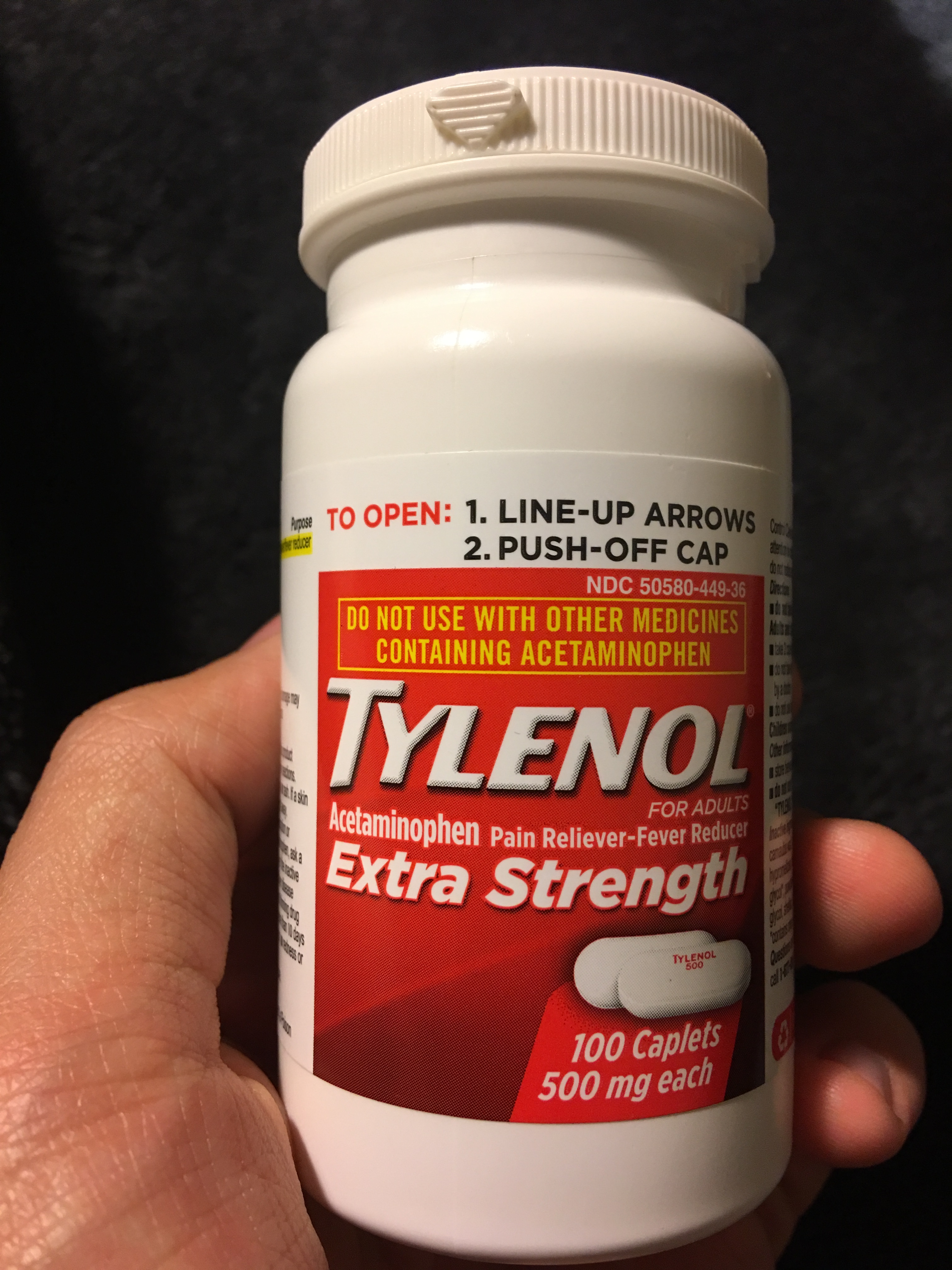
Un recipient cu paracetamol.

Paracetamolul, denumit și acetaminofen, este utilizat în tratamentul durerii și al febrei. Este utilizat pentru durerea ușoară spre moderată. Poate fi administrat în combinație cu alte analgezice opioide, dar în acest caz indicațiile se rezumă la dureri moderate spre severe, precum cele din cancer sau post-chirurgicale. Este administrat oral sau rectal, dar există și forme intravenoase pentru cazuri speciale. Efectele paracetamolului durează între două și maximum 4 ore. În dozele recomandate, este un medicament sigur, neinducând toxicitate. Totuși, la supradoză poate induce toxicitate hepatică severă.

### AINS
Antiinflamatoarele nesteroidiene (abreviate AINS) sunt o clasă numeroasă de medicamente analgezice și antipiretice (utilizate pentru a scădea febra), care în doze ridicate pot scădea și inflamația. Cei mai importanți și utilizați reprezentați ai clasei AINS sunt aspirina, ibuprofenul și naproxenul, fiind medicamente OTC în majoritatea statelor lumii.
AINS acționează ca inhibitori ai ciclooxigenazei, o enzimă care prezintă două forme: COX1 și COX2. Majoritatea efectelor adverse ale AINS sunt mediate de inhibarea COX1, iar efectele analgezice sunt în general cauzate de blocarea COX2. Astfel, a fost dezvoltată clasa inhibitorilor de COX2 (selectivi), exemple de reprezentanți fiind rofecoxib, celecoxib și etoricoxib. Aceștia sunt la fel de eficienți ca AINS neselectivi, dar cauzează mai puține efecte adverse hemoragice la nivel gastrointestinal comparativ cu aceștia.

### Opioide
Morfina, exemplul tipic de opioid, și celelalte opioide (de exemplu, codeină, oxicodonă, hidrocodonă, hidromorfonă, petidină) exercită o influență similară asupra sistemului opioidergic de la nivelul sistemului nervos central. Buprenorfina este un agonist parțial al receptorului μ-opioid, iar tramadolul este un inhibitor al recaptării serotoninei și noradrenalinei (IRSN) cu proprietăți slabe de agonist al receptorului μ-opioid. Tramadolul este din punct de vedere structural mai similar cu venlafaxina decât cu codeina și oferă analgezie nu numai prin inducerea de efecte „asemănătoare opioidelor” (prin agonismul slab al receptorului μ-opioid), ci și acționând ca un agent de eliberare a serotoninei cu acțiune slabă, dar rapidă, și ca inhibitor al recaptării noradrenalinei. Tapentadolul, având unele asemănări structurale cu tramadolul, prezintă două (și posibil chiar trei) mecanisme diferite de acțiune, atât în modul unui opioid clasic, cât și ca un IRSN. Efectele serotoninei și noradrenalinei asupra durerii, deși nu sunt pe deplin înțelese, au legături cauzale, iar medicamentele din clasa IRSN sunt utilizate în mod obișnuit împreună cu opioide (în special tapentadol și tramadol), cu un succes mai mare în ameliorarea durerii.

### Etanolul
Alcoolul (etanolul sau alcoolul etilic) are efecte biologice, mentale și sociale, ceea ce influențează consecințele consumului de alcool pentru tratamentul durerii. Consumul moderat de alcool poate reduce anumite tipuri de durere în anumite circumstanțe. Majoritatea efectelor sale analgezice provin ca urmare a acțiunii de antagonism asupra receptorilor NMDA, similar ketaminei, scăzând astfel activitatea neurotransmițătorului primar excitator, glutamatul. De asemenea, alcoolul funcționează (într-o măsură mai mică) ca analgezic prin creșterea activității neurotransmițătorului primar inhibitor, acidul gama-aminobutiric.

### Cannabis
Cannabisul medicinal, sau marijuana medicinală, se referă la canabis sau canabinoizii derivați utilizați pentru a trata bolile sau ameliorarea simptomelor dureroase. Există dovezi care sugerează că acesta poate fi folosit pentru a trata durerea cronică și spasmele musculare, unele studii indicând o ameliorare a durerii neuropate superioară față de opioide.

## Vezi și
- Analgezie
- Anestezic general
- Anestezic local